# サイモン・ダイアモンド
サイモン・ダイアモンド（Simon Diamond、1968年5月26日 - ）は、アメリカ合衆国の元野球選手であり、元プロレスラー。
本名、パトリック・ケニー（Patrick Kenney）、デラウェア州ウィルミントン出身。

## 来歴

### 野球
10代の頃は熱心に野球に取り込み、1986年には捕手としてMLBのサンディエゴ・パドレスに指名されたが契約書にサインをせず大学へ進学することに。野球特待生でバージニア・コモンウェルス大学に進学、在学中にはスポーツ・バーでバーテンダーをしていた。大学で英語学の学士をとり、卒業後はプロ野球選手として生計を立てていくつもりであったが、重度の肩の負傷により諦める事になった。

### プロレス
1991年、ペプシのマーケティング幹部として働いている時にレスリング・トレーナーのジム・ケトナーを紹介され、プロレスラーになろうと決心しニュージャージー州セーレムでトレーニングを開始する。トレーニングを積んだ後にケトナーのイースト・コースト・レスリング・アソシエイション（East Coast Wrestling Association）にランス・ダイアモンド（Lance Diamond）としてスティーブ・コリノとのタッグで活動していた。
1998年5月、エクストリーム・チャンピオンシップ・レスリング（Extreme Championship Wrestling）に入団し、ペンシルバニア州ヨークでノヴァとデビュー戦を行っている。8月、リングネームをサイモン・ダイアモンド（Simon Daimond）にしている。2000年5月にはジョニー・スウィンガーとタッグを組み、ECW世界タッグ王座のトーナメントに出場している。2000年半ばにはC.W.アンダーソンと団体内での格上げを狙い共闘体勢をとっている。2001年にECWの破産が迫るようになるとWCWのジョン・ロウリネイティスと交渉をしていた。
ECW崩壊、WCWの買収後はインディー団体で活動するようになり、USAプロレスリング（USA Professional Wrestling）、ボーダー・シティ・レスリング（Border City Wrestling）、ワールド・レスリング・オールスターズ（World Wrestling All-Stars）に参戦しており、メジャー・リーグ・レスリング（Major League Wrestling）ではスティーブ・コリノとCWアンダーソン合流していた。

#### TNA（2003-現在）
2003年7月、スウィンガーと共にTNAに現れアメリカン・モスト・ウォンテッドと抗争を開始する。ディスコ・インフェルノをマネージャーに加え8月後半にNWA世界タッグチーム王座を獲得し、11月後半に3Live Kruに奪われるまでタイトルを保持し続けていた。2004年に入るとスウィンガーとのタッグは解消し、フェイスターン。アイリッシュ（Irish）やエンパイアー・セイント（The Empire Saint）のニックネームを与えられるがTNAから数ヶ月の間飼い殺しの状態になってしまったため、日本のZERO1に3週間限定で参戦している。
2005年6月のSlammiversaryで復帰と同時にヒールターン。トライタンとタッグを組みソニー・シアキとアポロを破っている。翌月のNo Surrenderではデビッド・ヤングと組み再びソニー・シアキとアポロと対戦するものの敗北しているが、デビッドとダイアモンズ・イン・ザ・ラフ（Diamonds in the Rough）を結成。8月のSacrificeで"プライムタイム"エリックス・スキッパーが加入している。9月になるとサンジェイ・ダットやシャーク・ボーイと共にインドの町に赴き、プロモーションをしている。10月にはアメリカに帰国している。
10月に帰国、11月から始まったワールド・チャンピオンシップの強化キャンプに参加、シカゴ・ホワイトソックスのA・J・ピアジンスキーの元を訪れている。12月のTurning Pointでダイアモンド・イン・ア・ラフ（サイモン、ヤング、スキッパー）はクリス・セイビン、サンジェイ・ダット、デール・トーボーグと対戦しており、この際にセコンドにピアジンスキーがいた。ピアジンスキーは06年3月にTNAに戻ってサイモンと再会しているものの、再開した際にサイモンはチェアーで殴られている。その後まもなくしてサイモンはレスラーとしては引退し、TNAのロードエージェントになっている。
エージェントとして活動していたが2008年11月に予算削減を理由にTNAから解雇されているが2009年9月にジム・コレットとBGジェイムズのかわりのロード・エージェントとして再び雇われている。その後は裏方で働いていたが2010年7月に元ECWのトミー・ドリーマー、レイヴェン、スティービー・リチャーズ、ライノ、ブラザー・ディーボン、アル・スノー、ミック・フォーリーがTNAに登場し、TNA版ECWオリジナルズであるEV 2.0（Extreme, Version 2.0）を結成した際に久しぶりにTVに登場している。結成翌週には取締役のディクシー・カーターからECWのレスラーによるハードコアへの感謝、ECWの最後の感謝へのPPV、Hardcore Justice: The Last Standの開催が発表された。PPVでは第1試合でキッド・キャッシュ、ジョニー・スウィンガーと組み、リトル・グイドー、トニー・ママルーク、トレイシー・スマザーズのフル・ブラッデッド・イタリアンズ（Full Blooded Italians）と対戦している。

## その他
- 1998年の10月からドーン・マリーとデートをするようになり、2年間いい友人としての関係で過ごしていた。サイモンは2000年から2001年に結婚をしようとしたが結婚できずにいた。出会ってから7年後に破局している。
- ケニーはキャンディスという女性と結婚し、2010年4月にクイン・アン・ケニーという子どもを授かっている。
- リングネームのサイモンは彼の師匠であるディーン・マレンコの本名のディーン・サイモンからとっている。
- インドにいた9月下旬にボパールで収録を行うも、ファンが多すぎて暴動が起きてしまった。

## 得意技
サイモナイザー
ファイヤーマンズキャリー式リバースDDT
ジェム・カッター
変形フェイスロックからのブルドッギング・ヘッドロック
サイモン・シリーズ
2連続式スナップ・スープレックスからのブレーンバスター式フェイス・バスターかノーザンライト・スープレックスへ繋ぐ連続技
- ディスカス・パンチ
- STO
- スーパーキック

## 獲得タイトル
ECWA（East Coast Wrestling Association）
- ECWAヘビー級王座 ： 1回
- ECWAミッドアトランティック王座 ： 1回
- ECWAタッグチーム王座 ： 2回（w/チーターマスター、スティーブ・コリノ）

IWF（Independent Wrestling Federation）
- IWFヘビー級王座 ： 1回

MLW（Major League Wrestling）
- MLWグローバル・タッグチーム王座 ： 1回（w/C.W.アンダーソン）

MPW（Maximum Pro Wrestling）
- MPWヘビー級王座 ： 1回
- MPWタッグチーム王座 ： 1回（w/ジョニー・スウィンガー）

NWAナショナル
- NWA北アメリカヘビー級王座 ： 1回
- NWAユナイテッド・ステイツ・タッグチーム王座 ：1回（w/スティーブ・コリノ）

NWAリージョナル
- NWA 2000ヘビー級王座 ：1回

PCW（Pennsylvania Championship Wrestling）
- PCWヘビー級王座 ：1回
- PCWタッグチーム王座 ： 1回（w/レックレス・ユース）
- PCWユナイテッドステイツ王座 ： 3回

3PW（Pro-Pain Pro Wrestling）
- 3PWタッグチーム王座 ： 1回（w/マイク・ケルーエル）

TNA
- NWA世界タッグチーム王座 ： 1回（w/ジョニー・スウィンガー）

USA Pro Wrestling
- USA Proタッグチーム王座 ： 2回（w/マット・ストライカー）